# Клокочов
Клокочов (словац. Klokočov) — село в окрузі Чадця Жилінського краю Словаччини. Станом на січень 2017 року в селі проживало 2339 людей.
Протікає річка Предмеранка.

## Населення
| Рік:            | 1994. | 2004.   | 2014.    | 2024.   |
| --------------- | ----- | ------- | -------- | ------- |
| Кількість осіб: | 2900  | 2631    | 2325     | 2202    |
| Різниця:        |       | -9,27 % | -11,63 % | -5,29 % |

| Рік:            | 2023. | 2024.   |
| --------------- | ----- | ------- |
| Кількість осіб: | 2209  | 2202    |
| Різниця:        |       | -0,31 % |